# ساتاداسکاتی
ساتاداسکاتی (به لاتین: Satadaskati) یک روستا در بنگلادش است که در استان باریسال و در ناحیه پیروج‌پور واقع شده است.